# Smaragd

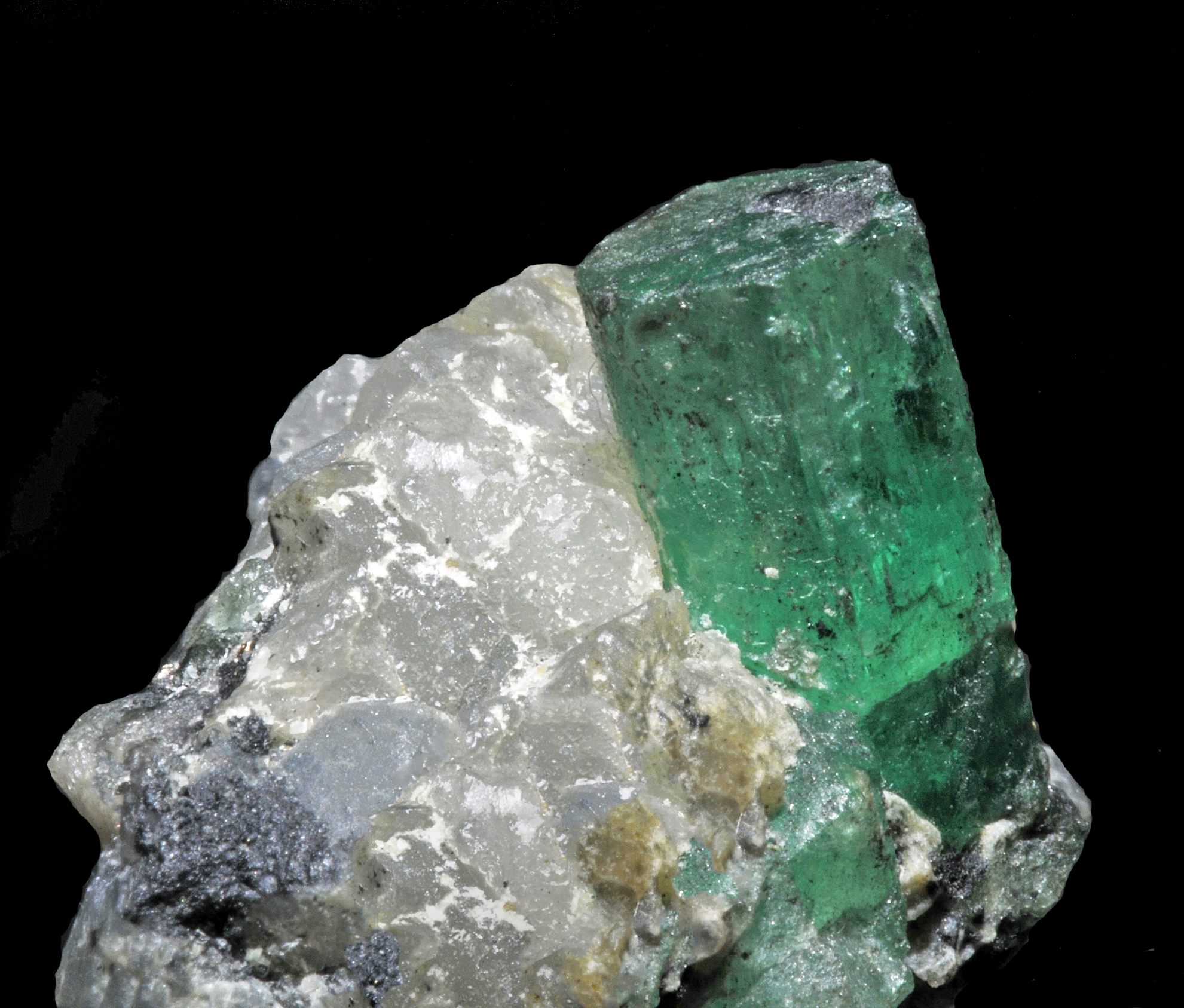
Smaragdkristall auf Calcit aus Muzo, Departamento Boyacá, Kolumbien

Smaragd ist eine dunkel- bis hellgrüne Varietät des Silikat-Minerals Beryll mit der chemischen Zusammensetzung Al2Be3[Si6O18]. Die Farbe von Smaragd, deren Variationsbreite von einem dunklen Blaugrün bis zu einem hellen Gelbgrün reicht, wird durch geringe Fremdbeimengungen von Chrom- (Cr3+) und Vanadium-Ionen (V3+) verursacht.
Wie das reine Mineral Beryll kristallisiert auch Smaragd im hexagonalen Kristallsystem und entwickelt meist sechseckige, prismatische bis säulige Kristalle mit einem glasähnlichen Glanz auf den Oberflächen. Seine Mohshärte von 7,5 bis 8 gleicht der von Beryll.

## Etymologie und Geschichte
Das Wort „Smaragd“ wurde über lateinisch Smaragdus (Smaragd-Edelstein) aus dem griechischen σμάραγδος, smáragdos (grüner Stein) entlehnt und ist mit Sanskrit marakatam (grün) verwandt; vermutlich ist das Wort jedoch semitischen Ursprungs, vgl. akkad. barraqtu „glänzender Stein“, zur Wurzel BRQ „glänzen“ und hebr. ברקת (bāreqet), „Smaragd“ zu ברק (bâraq), „blitzen“.
Anfänge des Smaragd-Abbaus liegen im alten Ägypten. Bereits um das 13. Jahrhundert v. Chr. wurden die Edelsteine dort gewonnen; die Bergwerke von Sikait und Sabara versorgten Europa mehr als tausend Jahre lang mit den kostbaren Mineralen. Auch im Orient bei Persern, Osmanen und den Mogulherrschern Indiens waren die Steine sehr begehrt. Als die Spanier im 16. Jahrhundert Südamerika eroberten, stießen sie auch dort auf einen regen Handel mit den Steinen, der von Kolumbien aus bis weit nach Chile und Mexiko reichte. Das von ihnen 1573 erbeutete Muzo-Bergwerk ersetzte fortan die ägyptischen Quellen. 55 Prozent aller Smaragde weltweit kommen heute aus Kolumbien.
1935 gelang es der I.G. Farben in Bitterfeld als erster, synthetische Smaragde in schleifbarer Qualität herzustellen. Sie wurden zu Werbezwecken unter dem Namen Igmerald, einem Kunstwort aus I.G. und dem englischen Wort emerald für Smaragd, vertrieben.

## Varietäten

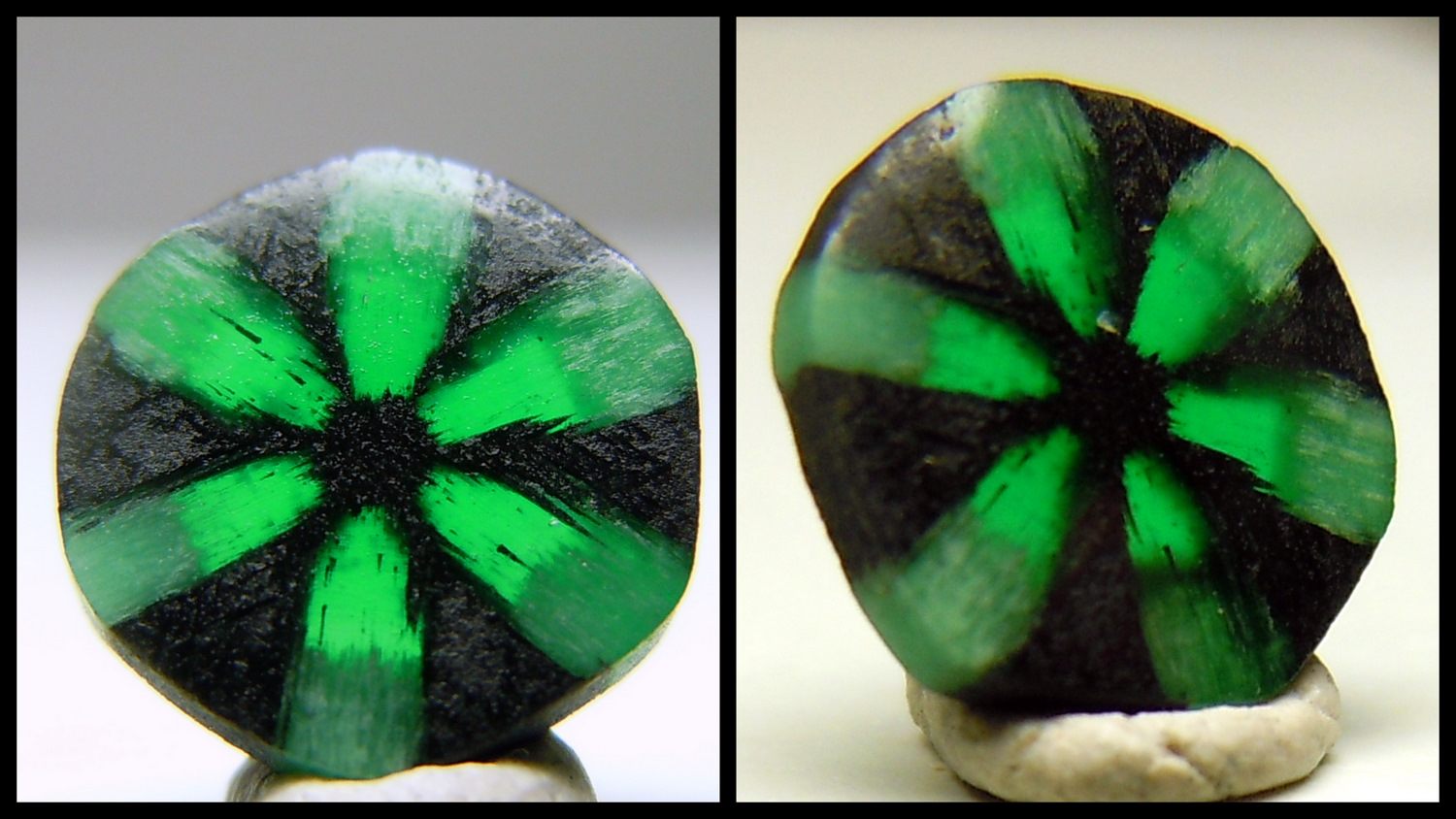
Ein Trapiche-Smaragd aus der Muzo-Mine, Kolumbien

Einschlüsse in Smaragden sind normal und werden Jardin genannt. Im Gegensatz zu Diamanten wirken Einschlüsse nicht preismindernd, wenn sie nicht störend erscheinen. Sie dienen eher als Kriterium zur Unterscheidung von synthetischen Steinen.
- Trapiche-Smaragd, eine seltene, durch Einschlüsse und spezielle Wachstumsprozesse entstandene Varietät in Form eines Wagenrades mit sechs Speichen (kein Zwilling), hauptsächlich aus Kolumbien kommend
- Smaragd-Katzenauge, mit Katzenaugen-Effekt

## Bildung und Fundorte
Smaragde finden sich in Pegmatit-Adern, insbesondere in Graniten, aber auch in metamorphen Gesteinen wie Gneis und als Mineralseife in Flusssedimenten. Die Kristalle sind selten größer als einige Zentimeter und meist durch Risse, Einschlüsse (häufig Biotit und andere Glimmer oder Flüssigkeiten) und Beimengungen anderer Minerale in ihrer Qualität beeinträchtigt. Ihr Vorkommen ist an tektonische Störungszonen geknüpft.
Wichtige Vorkommen finden sich in Kolumbien, Brasilien und dem Uralgebirge. Kleinere Vorkommen sind im südlichen Afrika zu finden. Die einzigen in Europa relevanten Fundstellen befinden sich im Habachtal in Österreich (Smaragdbergwerk Habachtal) und beim Byrud Gård in Akershus, Norwegen. Früher wurden dort Smaragde abgebaut. Außerdem gibt es für das Altertum ägyptische Herkunft.

## Verwendung als Schmuckstein

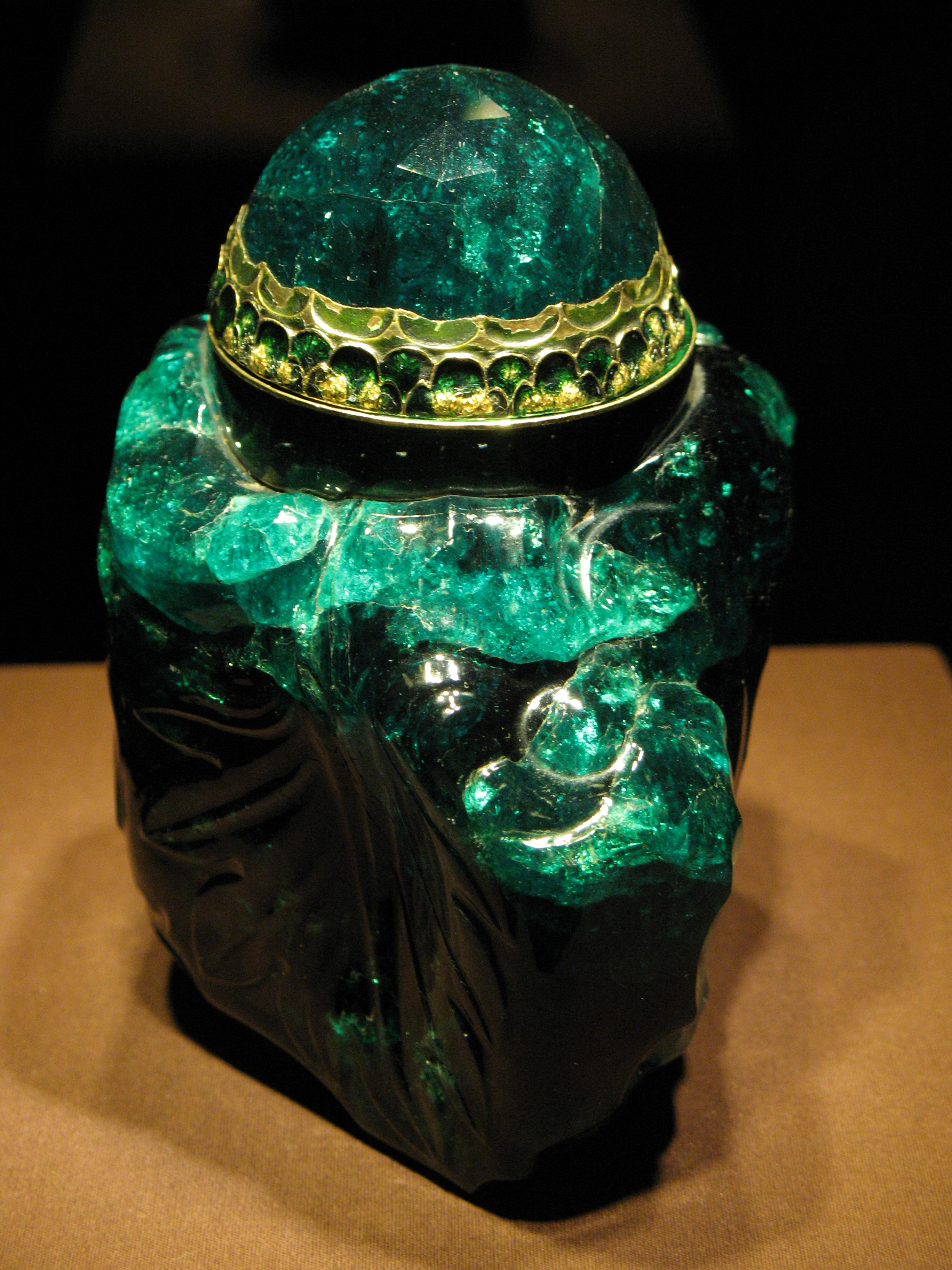
Salbgefäß von Dionysio Miseroni, ausgestellt in der Wiener Schatzkammer

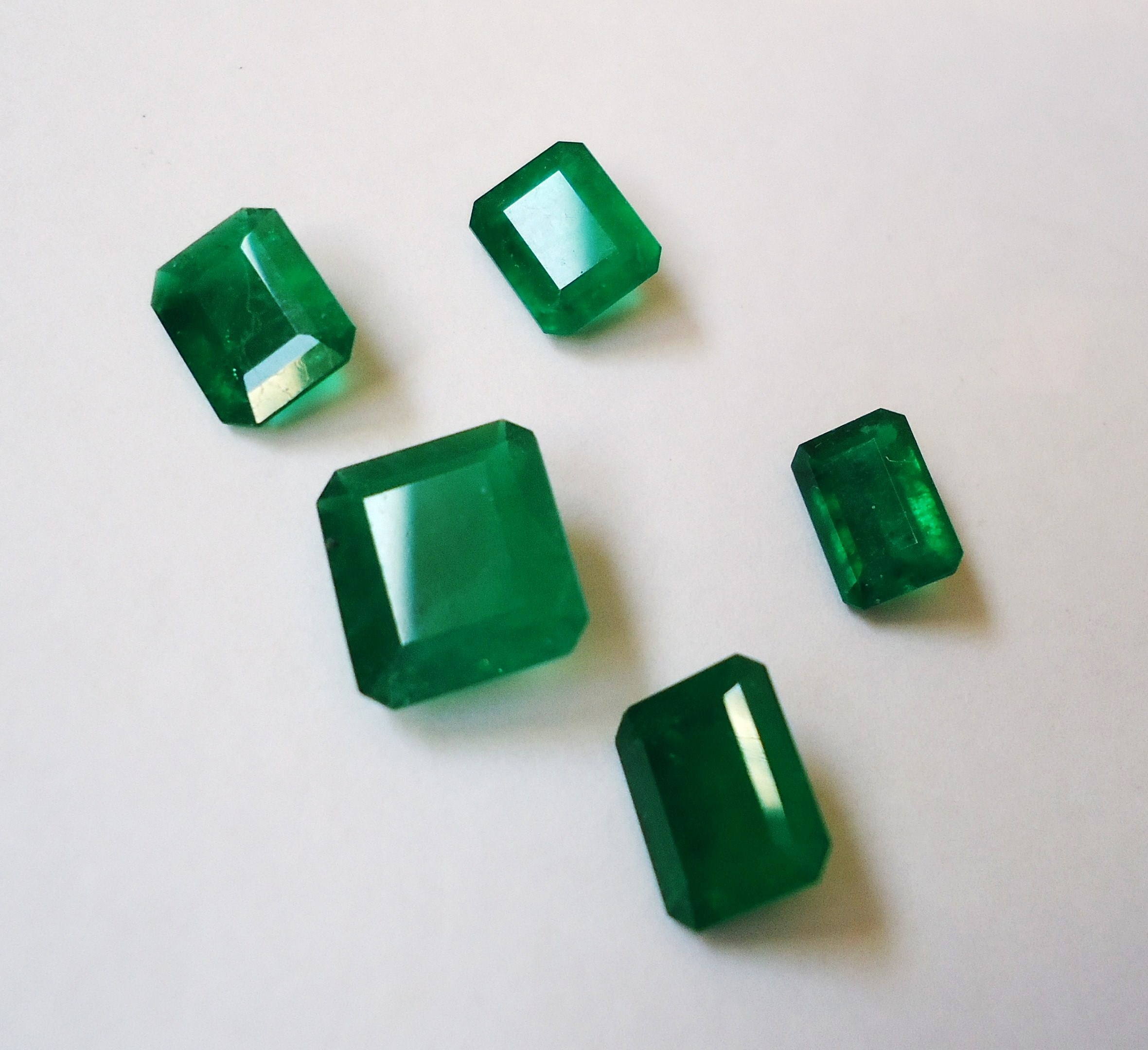
Fünf Smaragde im sogenannten „Smaragdschliff“

Smaragde wurden und werden von vielen Kulturen der Erde als besonders wertvolle Schmuck- bzw. Edelsteine geschätzt. Besonders Smaragde aus Brasilien können durch ihr kräftiges Grün zum Teil höhere Preise als ein gleich großer Diamant erzielen.
Die bevorzugte Schliffart bei klaren Smaragdkristallen ist der nach ihm benannte „Smaragdschliff“, ein achteckiger Treppenschliff, der mit Rücksicht auf die Stoßempfindlichkeit des Steins entwickelt wurde.

### Große und berühmte Smaragde
| Name                            | Gewicht in Karat   | Fundjahr     | Fundland                               | Bemerkung |
| ------------------------------- | ------------------ | ------------ | -------------------------------------- | --- |
| Teodora (Gottesgeschenk)        | 57.500 (11,5 kg)   |              | Brasilianische Mine ohne nähere Angabe | Geschliffen in Indien. Der Stein wurde 2012 auf einer Auktion in Kanada angeboten, fand jedoch keinen Käufer, da die Echtheit des Steins aufgrund der Festnahme des derzeitigen Besitzers wegen mehrfachen Betrugsverdachts angezweifelt wurde. |
| Kein individueller Name bekannt | 34.000 (6,8 kg)    | 2009         | Aus einer Flussseife in Madagaskar     | Der Öffentlichkeit wurde der Kristall bisher nur zwei Mal präsentiert – einmal in Tucson, im Jahr 2010, und in München, auf „Inhorgenta 2012“. Gesamtlänge: 150 mm Breite: 145 mm.                                                              |
| Kein individueller Name bekannt | 16.300             |              |                                        | Ausgestellt im Museum Topkapi-Serail in Istanbul |
| Fura                            | 11.000 (≈ 2,27 kg) | 1999         | Muzo, Provinz Boyacá, Kolumbien        | Im Besitz der Firma Coexminas |
| Elephant (Elefant)              | 6.225 (≈ 1,3 kg)   | 2010         | Gemfields, Sambia                      | |
| Inkalamu (Löwe)                 | 5.655 (≈ 1,1 kg)   | 2018         | Gemfields, Sambia                      | |
| Kein individueller Name bekannt | 2.205              | 1641         | Kolumbien                              | 10 cm hohes Salbgefäß von Dionysio Miseroni; ausgestellt in der Wiener Schatzkammer |
| Devonshire-Smaragd              | über 1.350         |              | Muzo-Mine, Kolumbien                   | Im Besitz des Herzogs von Devonshire |
| Gachalá-Smaragd                 | 858                | 1967         | Mine Vega de San Juan, Kolumbien       | Ausgestellt im Smithsonian Institution |
| Patricia                        | 632                | 1920er Jahre | Chivor, Kolumbien                      | Benannt nach der Tochter des Grubenbesitzers, ausgestellt im American Museum of Natural History |
| Mogul-Smaragd                   | 217,80             | 1695         |                                        | Der Stein trägt auf der einen Seite eingravierte Gebetstexte, auf der anderen Seite Blumenornamente, er befindet sich in Privatbesitz. |
| Stern der Atocha                | 12,72              | 1620er       | Kolumbien                              | Einst auf 3,2 bis 5 Millionen US-Dollar geschätzt. Teil der Fracht der Nuestra Señora de Atocha, Galeone auf dem Weg nach Spanien, gesunken am 5. September 1622.                                                                               |

Als größter ungeschliffener Stein gilt der Bahia-Smaragd, eine zusammenhängende Gruppe von intensiv gefärbten Kristallen, die 2001 in der Nähe von Pindobaçu im brasilianischen Bundesstaat Bahia gefunden wurde, mit einem Gewicht von 1,9 Millionen Karat (= 381 kg).

### Physikalische Eigenschaften
| Farbe           | smaragdgrün, leicht gelblich-grün, grün                                                                            |
| Strichfarbe     | weiß |
| Mohshärte       | 7,5–8 |
| Spez. Gewicht   | 2,67–2,78 |
| Spaltbarkeit    | undeutlich |
| Bruch           | kleinmuschelig, uneben, spröde                                                                                     |
| Transparenz     | durchsichtig – undurchsichtig (opak)                                                                               |
| Lichtbrechung   | 1,565–1,602 |
| Doppelbrechung  | -0,006 |
| Dispersion      | 0,014 |
| Pleochroismus   | deutlich; grün, blaugrün bis gelbgrün                                                                              |
| Absorption [nm] | 683 (kräftig), 681 (kräftig), 662 (mäßig), 646 (mäßig), 637 (kräftig), 630–580 (kräftig), 477 (mäßig), 472 (mäßig) |
| Fluoreszenz     | meist keine |

Quellen: Schumann (2009)

### Wirtschaftliche Bedeutung
Smaragdvorkommen sind ein nicht zu unterschätzender Wirtschaftsfaktor. Alle Förderländer exportieren die Steine zu einem überwiegenden Teil. In Kolumbien werden jährlich Smaragde mit einem offiziellen Handelsvolumen zwischen 150 und 400 Mio. US-Dollar exportiert, wobei Schätzungen zufolge der gleiche Betrag für den Schwarzhandel hinzugerechnet werden muss.

## Manipulationen und Imitationen
Smaragd ist in seinen optischen Eigenschaften (Farbe, Glanz) zwar sehr unempfindlich, er ändert seine Farbe erst bei etwa 700 bis 800 °C, aber oft zeigt er eine ungleichmäßige Farbverteilung und bedingt durch viele Risse und Einschlüsse eine Farbtrübung und Druckempfindlichkeit. Dem wird in der Schmuckindustrie entgegengewirkt, indem der Stein zum Beispiel durch ungefärbte Kunstharze stabilisiert oder durch farbige Öle und Harze gefärbt wird.
Als einer der wertvollsten und entsprechend teuren Edelsteine wird Smaragd oft durch Synthesen und Imitationen ergänzt oder ersetzt. Farblich ähnliche Minerale wie grünfarbige Minerale der Turmalingruppe, Diopsid, Dioptas sowie die Granat-Minerale bzw. -Varietäten Grossular und Demantoid werden dazu ebenso verwendet wie gefärbtes Glas.

## Sonstiges
Der Smaragd bzw. seine grüne Farbe findet immer wieder Erwähnung in der Literatur. So trägt ein 2010 erschienener Roman von Kerstin Gier aus dem Zyklus Liebe geht durch alle Zeiten den Namen Smaragdgrün. Im Jahr 2016 wurde dessen deutsche Verfilmung gleichen Namens veröffentlicht.
Der Comic-Superheld Green Lantern wird aufgrund seines grünen Kostüms auch als Smaragdkrieger bzw. als Smaragdritter (im englischsprachigen Original Emerald Knight) bezeichnet.
Im Computerspiel Minecraft hat Smaragd eine große Bedeutung unter anderem als Währung im Handel mit Dorfbewohnern.